# رگنولت (دهانه)
رگنولت یک دهانه برخوردی در ماه‌ است.

## دهانه‌های اقماری
این دهانه ۲ دهانه اقماری دارد.
| Regnault | عرض جغرافیایی | طول جغرافیایی | قطر          |
| -------- | ------------- | ------------- | ------------ |
| C        | ۵۵.۲° N       | ۸۹.۲° W       | ۱۴.۰ کیلومتر |
| W        | ۵۳.۵° N       | ۸۹.۹° W       | ۱۵.۰ کیلومتر |